# Totò Mignone
Totò Mignone (8 de febrero de 1906 – 1 de enero de 1993) fue un actor y bailarín de nacionalidad italiana.

## Biografía
Nacido en Alessandria, Italia, su verdadero nombre era Ottone Mignone. Hermano menor de la actriz y cantante Milly, y cuñado del director Mario Mattoli, debutó en el mundo del espectáculo en los años 1920 formando un trío con sus hermanas Milly y Miti, con las cuales actuaba en revistas y en shows de avanspettacolo. 
Mignone fue Sigismondo en el estreno italiano de La posada del Caballito Blanco, obra en la que actuaba su hermana Milly, y que se representó en el Teatro Lirico di Milano en 1931, y en el Teatro Reinach de Parma en 1932.
Activo en el cine a partir de los años 1930, fue actor de carácter, trabajando junto a Totò y otros actores de la época. Más adelante fue también director de producción, colaborando con la televisión austriaca. En 1986 interpretó su último papel en Ginger y Fred, de Federico Fellini. 
Pasados los ochenta años de edad, Mignone participó en el Maurizio Costanzo Show bailando claqué.
Totò Mignone falleció en Roma, Italia, en 1993.

## Selección de su filmografía

### Actor
- Cinque a zero, de Mario Bonnard (1932)
- Tototarzan, de Mario Mattoli (1950)
- Un turco napoletano, de Mario Mattoli (1953)
- Lo chiamavano Bulldozer, de Michele Lupo (1978)
- Ginger y Fred, de Federico Fellini (1986)

### Director de producción
- Akiko, de Luigi Filippo D'Amico (1961)